# Robert Stăncioiu
Robert Stăncioiu (n. 27 mai 1985 în București, este un fotbalist român care joacă pe postul de mijlocaș dreapta.